# ちばてつやの漫画作品一覧
ちばてつやの漫画作品一覧（ちばてつやのまんがさくひんいちらん）では、漫画家・ちばてつやの漫画作品を一覧としてまとめる。
- ソート順は原則として五十音順で指定しているが、一部例外もある。詳細は凡例を参照。

## 作品検索用目次
本一覧はソート可能な表を使用しており、昇順ソート後に以下の目次を使用することにより、作品検索が行える。目次は昇順ソート時にソート対象に対してのみ有効に機能する。デフォルトでは発表順となっているため発表年目次のみが有効であり、その他の目次は正しく機能しない。他の目次を利用するに際には、事前に対応する列での昇順ソートをする必要がある。
| 種類         | 目次リンク                                                | 目次リンク                                                | 使用前に ソートする列 | ソート結果                                           |
| ------------ | --------------------------------------------------------- | --------------------------------------------------------- | --------------------- | ---------------------------------------------------- |
| 発表年代目次 | 1950年代・1960年代・1970年代 1980年代・1990年代・2000年代 | 1950年代・1960年代・1970年代 1980年代・1990年代・2000年代 | 最左列 （デフォルト） | 発表年順。詳細は#最左欄を参照。                      |
| 五十音順目次 | あ・か・さ・た・な・は・ま・や・ら・わ                    | -                                                         | タイトル列            | 50音順。詳細は#タイトル欄を参照。                    |
| 五十音順目次 | あ・か・さ・た・な・は・ま・や・ら・わ                    | -                                                         | 出版社列              | 50音順。詳細は#出版社欄を参照。                      |
| 五十音順目次 | あ・か・さ・た・な・は・ま・や・ら・わ                    | 貸本                                                      | 掲載誌列              | 50音順+末尾に貸本をまとめて。詳細は#掲載誌欄を参照。 |
| 形式別目次   | 連載・読み切り・描き下ろし                                | 連載・読み切り・描き下ろし                                | 形式列                | 作品の発表形式別に左記の順で。詳細は#形式欄を参照。  |

## 作品一覧
- 各列見出しのリンクからは凡例に移動。また最左欄の▲からは作品検索用目次に移動する。

|  | 連載 |  | 読み切り |  | 描き下ろし |  | ソート時の小見出し（非データ） |

| 凡例 | タイトル                          | 形式 | 出版社                 | 掲載誌                                                   | 備考 |
| ---- | --------------------------------- | ---- | ---------------------- | -------------------------------------------------------- | --- |
| ▲    | Ｚ                                | Ｚ   | Ｚ                     | 1950年代発表タイトル                                     | Ｚ |
| 01   | 復讐のせむし男                    | 描下 | 日昭書店               | 貸本 （1956年6月10日）                                   | デビュー作                                                                                                   |
| 02   | 拳                                | 描下 | 金園社                 | 貸本 （1957年夏頃）                                      | |
| 03   | 泣き笑い百面相                    | 描下 | 金園社                 | 貸本 （1957年6月）                                       | 酒井不二雄漫画スタジオ名義                                                                                   |
| 04   | 左眼鬼面の秘宝                    | 描下 | 太平洋文庫             | 貸本 （1957年6月10日）                                   | |
| 05   | 夜叉面奉行                        | 描下 | 太平洋文庫             | 貸本 （1957年8月10日）                                   | |
| 06   | 心                                | 描下 | 金園社                 | 貸本 （1957年10月10日）                                  | 酒井不二雄漫画スタジオ名義 『泣き笑い百面相』の続編                                                          |
| 07   | 霧の中の魔島                      | 描下 | あかしや書房           | 貸本 （発行年月不明）                                    | |
| 08   | 魔法人形                          | 描下 | あかしや書房           | 貸本 （1958年2月15日）                                   | 原作：江戸川乱歩 最後に執筆された貸本作品                                                                    |
| 09   | さすらいの少女                    | 描下 | あかしや書房           | 貸本 （1958年11月15日）                                  | 「魔法人形」よりも前に執筆                                                                                   |
| 10   | 舞踏会の少女                      | 読切 | 集英社                 | 少女ブック 1958年春の増刊号                              | |
| 11   | リカちゃん                        | 読切 | 講談社                 | 少女クラブ 1958年5月号ふろく                             | 単行本では『リカのひとみ』に改題                                                                             |
| 12   | オデット城のにじ                  | 連載 | 集英社                 | 少女ブック 1958年6月号 - 8月号                           | 連載デビュー作 ほたによしぞうが引き継ぎ9-12月号まで連載                                                      |
| 13   | ママのバイオリン                  | 連載 | 講談社                 | 少女クラブ 1958年6月号 - 1959年5月号                     | |
| 14   | ユカをよぶ海                      | 連載 | 講談社                 | 少女クラブ 1959年6月号 - 1960年8月号                     | |
| ▲    | Ｚ                                | Ｚ   | Ｚ                     | 1960年代発表タイトル                                     | Ｚ |
| 15   | リナ                              | 連載 | 講談社                 | 少女クラブ 1960年9月号 - 1961年12月号                    | 原案：八木基克                                                                                               |
| 16   | ちかいの魔球                      | 連載 | 講談社                 | 週刊少年マガジン 1961年1号 - 1962年52号                  | 原作：福本和也                                                                                               |
| 17   | 1・2・3と4・5・ロク               | 連載 | 講談社                 | 少女クラブ 1962年1月号 - 1962年12月号                    | 別冊ふろくでの連載 第3回講談社児童まんが賞受賞作 テレビドラマ化                                              |
| 18   | 魚屋チャンピオン                  | 読切 | 講談社                 | たのしい四年生 1962年4月号                               | |
| 19   | たのしい遊園地                    | 読切 | 講談社                 | 少女クラブ 1962年7月号                                   | 共作：石ノ森章太郎                                                                                           |
| 20   | ユキの太陽                        | 連載 | 講談社                 | 週刊少女フレンド 1963年1号（創刊号） - 48号              | 初の週刊連載作品 宮崎駿がアニメ化しパイロットフィルムのみ作成                                                |
| 21   | ハチのす大将                      | 連載 | 講談社                 | 週刊少年マガジン 1963年1号 - 21号                        | |
| 22   | 紫電改のタカ                      | 連載 | 講談社                 | 週刊少年マガジン 1963年27号 - 1965年3・4号               | |
| 23   | パパのお嫁さん                    | 連載 | 集英社                 | 週刊マーガレット 1964年1号 - 9号                         | |
| 24   | 島っ子                            | 連載 | 講談社                 | 週刊少女フレンド 1964年11号 - 1965年23号                 | |
| 25   | 走れジョー                        | 読切 | 小学館                 | 別冊少年サンデー 1964年秋号                              | |
| 26   | 少年ジャイアンツ                  | 連載 | 集英社                 | 少年ブック 1964年11月号 - 1966年11月号                   | |
| 27   | ハリスの旋風                      | 連載 | 講談社                 | 週刊少年マガジン 1965年16号 - 1967年11号                 | アニメ化 |
| 28   | アリンコの歌                      | 連載 | 講談社                 | 週刊少女フレンド 1965年31号 - 1966年28号                 | |
| 29   | みそっかす                        | 連載 | 講談社                 | 週刊少女フレンド 1966年33号 - 1967年35号                 | アニメ化時に「あかねちゃん」に改題                                                                           |
| 30   | がんばれ少年ジャイアンツ          | 連載 | 集英社                 | 少年ブック 1967年1月号 - 1968年2月号                     | |
| 31   | 今日も一日                        | 読切 | 虫プロ商事             | COM 1967年6月号                                          | |
| 32   | ジャンボ・リコ                    | 連載 | 講談社                 | 週刊少女フレンド 1967年39号 - 48号                       | |
| 33   | あしたのジョー                    | 連載 | 講談社                 | 週刊少年マガジン 1968年1号 -1973年21号                   | 原作：高森朝雄 アニメ化・映画化                                                                              |
| 34   | テレビ天使                        | 連載 | 講談社                 | 週刊少女フレンド 1968年7号 - 50号                        | |
| 35   | 若とのゴン                        | 連載 | 産業経済新聞社         | 産経新聞 1968年6月15日付 - 1971年8月26日付               | 土曜版→日曜版での週刊連載                                                                                    |
| 36   | モサ                              | 連載 | 集英社                 | 週刊少年ジャンプ 1969年20号 - 1970年2・3号               | |
| 37   | 風のように                        | 読切 | 講談社                 | 週刊少女フレンド 1969年25号                              | 2016年に劇場アニメ化                                                                                         |
| ▲    | Ｚ                                | Ｚ   | Ｚ                     | 1970年代発表タイトル                                     | Ｚ |
| 38   | 餓鬼                              | 連載 | 講談社                 | ぼくらマガジン 1970年6号 - 36号                          | |
| 39   | あるあしかの話                    | 読切 | 少年画報社             | 週刊少年キング 1970年9号                                 | |
| 40   | え〜ん                            | 読切 | 虫プロ商事             | COM 1971年5・6月号                                       | |
| 41   | ヒロシくん                        | 連載 | 日本キリスト教団出版局 | こころの友 1971年9月1日号 - 1975年5月1日号               | |
| 42   | あるインクの話                    | 読切 | 秋田書店               | 週刊少年チャンピオン 1972年5号                           | |
| 43   | 螢三七子                          | 読切 | 講談社                 | 週刊少年マガジン 1972年37・38号                          | |
| 44   | おれは鉄兵                        | 連載 | 講談社                 | 週刊少年マガジン 1973年33号 - 1980年20号                 | 第7回講談社出版文化賞児童まんが部門受賞作 アニメ化                                                           |
| 45   | のたり松太郎                      | 連載 | 小学館                 | ビッグコミック 1973年23号 - 1999年9号                    | 脚本：七三太朗（1995年より） 第23回小学館漫画賞青年一般部門受賞作 第6回日本漫画家協会賞特別賞受賞作 アニメ化 |
| 46   | のろテツ奮戦す 屋根うらの絵本かき | 読切 | 集英社                 | 別冊少年ジャンプ 1973年10月号                            | |
| 47   | おれイガオくん                    | 連載 | 読売新聞社             | 読売新聞 1975年3月23日付-12月21日付                      | 日曜版で4作家リレー連載                                                                                      |
| 48   | レコとマー坊                      | 読切 | サンリオ               | リリカ 1976年9月号                                       | |
| 49   | テッペーくん                      | 連載 | 練馬区                 | ねりまのこども 1976年11月号 - 1981年3月号                | |
| 50   | 茂助じい                          | 連載 | 双葉社                 | Weekly漫画アクション 1977年47号 - 49号                   | |
| 51   | てるちゃん                        | 連載 | 比叡山時報社           | 比叡山時報 1978年9月8日号 - 1981年6月8日号               | |
| ▲    | Ｚ                                | Ｚ   | Ｚ                     | 1980年代発表タイトル                                     | Ｚ |
| 52   | ちばプロ大騒動 練馬のイタチ       | 連載 | 講談社                 | ヤングマガジン 1980年1号 - 7号                           | |
| 53   | あした天気になあれ                | 連載 | 講談社                 | 週刊少年マガジン 1980年42号 - 1991年21号                 | アニメ化 |
| 54   | 男たち                            | 連載 | 講談社                 | コミックモーニング 1982年1号 - 1983年15号                | 原案：七三太朗                                                                                               |
| 55   | テンカウント                      | 読切 | 講談社                 | 週刊少年マガジン 1984年29号                              | |
| 56   | ぼくの『のらくろ』                | 読切 | 潮書房                 | 丸 1985年1月号                                           | |
| 57   | Homage to Osamu Tezuka            | 読切 | 朝日新聞社             | 朝日ジャーナル臨時増刊「手塚治虫の世界」 1989年4月20日号 | |
| ▲    | Ｚ                                | Ｚ   | Ｚ                     | 1990年代発表タイトル                                     | Ｚ |
| 58   | 少年よラケットを抱け              | 連載 | 講談社                 | 週刊少年マガジン 1992年23号 - 1994年27号                 | |
| 59   | ——と、ぼくは思います!!            | 読切 | 創出版 ※               | 誌外戦 （1993年9月7日）                                  | ※ 表現の自由を守る会・編                                                                                     |
| 60   | ハネ太                            | 連載 | メディアファクトリー   | コミックアルファ 1998年4号 - 1999年13号                  | |
| ▲    | Ｚ                                | Ｚ   | Ｚ                     | 2000年代発表タイトル                                     | Ｚ |
| 61   | グッドモーニング                  | 読切 | 小学館                 | ビッグコミックスペリオール 2000年3号                     | 原作：史村翔                                                                                                 |
| 62   | 家路 1945-2003                    | 読切 | 小学館                 | ビッグコミック 2003年20号                                | |
| 63   | 地獄の旅へ／その年の冬            | 読切 | 「私の八月十五日」の会 | 昭和二十年の絵手紙 私の八月十五日 （2004年7月30日）      | |
| 64   | 赤い虫                            | 読切 | 小学館                 | ビッグコミック 2008年11号                                | |
| 65   | ふたつの国                        | 読切 | 双葉社                 | 海峡の向こうに - 日韓共同作品集 （2008年8月30日）        | |
| 66   | トモガキ                          | 連載 | 講談社                 | 週刊ヤングマガジン 2008年49号 - 50号                     | |
| ▲    | Ａ                                | Ａ   | Ａ                     | 一覧データはここまで。 以下はソート時用の種別見出し。    | Ａ |
| ▲    | あ/                               | Ｚ   | あ/                    | あ行                                                     | Ｚ |
| ▲    | か/                               | Ｚ   | か/                    | か行                                                     | Ｚ |
| ▲    | さ/                               | Ｚ   | さ/                    | さ行                                                     | Ｚ |
| ▲    | た/                               | Ｚ   | た/                    | た行                                                     | Ｚ |
| ▲    | な/                               | Ｚ   | な/                    | な行                                                     | Ｚ |
| ▲    | は/                               | Ｚ   | は/                    | は行                                                     | Ｚ |
| ▲    | ま/                               | Ｚ   | ま/                    | ま行                                                     | Ｚ |
| ▲    | や/                               | Ｚ   | や/                    | や行                                                     | Ｚ |
| ▲    | ら/                               | Ｚ   | Ｚ                     | ら行                                                     | Ｚ |
| ▲    | わ/                               | Ｚ   | わ/                    | わ行                                                     | Ｚ |
| ▲    | Ｚ                                | Ｚ   | Ｚ                     | 貸本                                                     | Ｚ |
| ▲    | Ｚ                                | A    | Ｚ                     | 連載                                                     | Ｚ |
| ▲    | Ｚ                                | B    | Ｚ                     | 読み切り                                                 | Ｚ |
| ▲    | Ｚ                                | C    | Ｚ                     | 描き下ろし                                               | Ｚ |

## 凡例
最左欄
通し番号。他欄でのソート結果をデフォルトの発表順へと戻すのに使用。また見出し行に記載されている▲をクリックすると作品検索用目次へと戻る。
発表順は掲載媒体の発行日で判断。このため一部では執筆順とは異なる場合がある。発行日が不明のものについては出典の記載順に従った。
▲ 作品検索用目次へ戻る
タイトル欄
作品タイトル。ソート順は五十音順。
▲ 作品検索用目次へ戻る
形式欄
作品を以下の形で分類。ソート順も以下の通り。
| 表中表記 | 説明       | 数 |
| 連載     | 連載       | 35 |
| 読切     | 読み切り   | 22 |
| 描下     | 描き下ろし | 9  |
| 総計     | 総計       | 66 |

▲ 作品検索用目次へ戻る
出版社欄
作品が掲載された雑誌・書籍などの発行出版社。ソート結果は五十音順。
▲ 作品検索用目次へ戻る
掲載誌欄
作品の初掲載媒体および掲載時期・期間を記載。掲載媒体は雑誌が中心となっているため掲載誌欄としているが、一部に書籍等の雑誌以外のものも含む。発行時期が分かり難い号表記の雑誌や書籍については、判明している限りで（ ）内に発行日を記載。
ソート順は五十音順とし、同名の場合はさらに発行（開始）順で指定。ただし以下の例外がある。
- 貸本作品については末尾にまとめた。
- 系列誌等をまとめるため、一部の雑誌では接頭部分を除く等、便宜的なよみでソート順を指定している。
  - 「週刊」・「Weekly」・「月刊」・などの刊行頻度は無視する。
    - 例：『週刊少年マガジン』は「しようねんまかしん」としてソート。

  - 「別冊」は原則無視し、無視した場合に同名となる本誌がある場合は、本誌→別冊の順でソート順を指定。
    - 『別冊少年ジャンプ』は「しようねんしやんふ」としてソートするが、同名となる本誌『週刊少年ジャンプ』があるため、『週刊』の次にソートされる。

▲ 作品検索用目次へ戻る
備考欄
受賞歴・共作者などの特記事項がある場合に記載。